# Pískání
Pískání bez použití umělé píšťalky je dosaženo tím, že osoba vytvoří malý otvor mezi rty a následně fouká nebo saje vzduch skrz něj. Vzduch je upravovaný rty, jazykem, zuby nebo prsty umístěnými přes ústa k vytvoření turbulentního proudění. Ústa se chovají jako rezonanční komora pro zlepšení výsledného zvuku tím, že působí jako druh Helmholtzova rezonátoru. Počínaje rokem 1973 se koná soutěž v pískání International Whistlers Convention.